# Jeanne Merkus
Jeanne Merkus, född den 11 oktober 1839 i Batavia, Nederländska Ostindien, död den 11 februari 1897 i Utrecht, Nederländerna, var en nederländsk diakonissa. 
Hon utbildade sig till diakonissa och arbetade med sjukvård i Paris under det fransk-tyska kriget 1870-71. Mellan 1873 och 1876 slogs hon tillsammans med 
Mićo Ljubibratić i hans kristna gerilla mot Osmanska riket i Herzegovina, klädd som en man och ledde även sitt eget förband i strid. Hon deltog på den serbiska sidan i det serbisk-turkiska kriget, där hon organiserade fältsjukhusen men också utvisades sedan hon anklagat generalerna för feghet. Hon blev berömd i världspressen som "Balkans Jeanne d'Arc".